# Никола Зиковић
Никола Зиковић (или Никола Шишмановић; око 1765 — око 1840) је српски јунак, учесник Првог и Другог српског устанка.
Рођен је у трговачкој породици у Горњем Матејевцу код Ниша, где су му родитељи дошли из Видина. Никола је још као дечак учио и изучио поткивачки занат и после смрти његовог оца, отворио је свој дућан. Већ 1804. године, чим је чуо за Сечу кнезова, Никола се укључује у Први српски устанак, повео је устанике од родног село и убрзо се одликује у биткама.
У боју на Каменици Никола је био у шанцу на Чегру са ресавским војводом Стеваном Синђелићем.
До 1813. борио се са Турцима, док није пропао устанак, а кад је 1815. почео Други српски устанак под кнезом Милошем, Никола се одмах укључио. Након што је кнез Милош крајем 1821. извршио реорганизацију кнежевине и поставио Јоксу Милосављевића за великог сердара подунавског, Никола се вратио мирном животу у Горњем Матејевцу. Умро је у сиромоштву, а његови синови су били Милош, припадник одреда војводе крајинске нахије Вељка Петровића, и Стојко, учесник Милојеве и Срндакове буне.